# Tubicera algeriae
Tubicera algeriae är en tvåvingeart som beskrevs av Coomer 1999. Tubicera algeriae ingår i släktet Tubicera och familjen puckelflugor. Inga underarter finns listade i Catalogue of Life.